# Società Sportiva Lazio 1936-1937
Questa voce raccoglie le informazioni riguardanti la Società Sportiva Lazio nelle competizioni ufficiali della stagione 1936-1937.

## Stagione
La Lazio partecipò al campionato di Serie A 1936-1937 classificandosi al secondo posto con 39 punti, ottenendo così la qualificazione alla Coppa dell'Europa Centrale, disputata al termine della stagione di Serie A.
Con 21 reti in campionato Silvio Piola si laureò capocannoniere della Serie A.
In Coppa dell'Europa Centrale la squadra arrivò fino alla finale contro il Ferencváros: la gara d'andata disputata a Budapest finì 4-2 per i padroni di casa, mentre il ritorno allo Stadio Nazionale di Roma finì 5-4 ancora per la formazione ungherese. La squadra biancoceleste è stata la terza ed ultima formazione italiana (dopo Bologna ed Ambrosiana-Inter) a disputare la finale della Coppa Europa Centrale nel periodo di massimo prestigio della competizione (1927-1940), quando vi parteciparono le vincitrici e le migliori piazzate dei campionati dell'Europa Centrale, oltre, eventualmente, alle vincitrici delle rispettive coppe nazionali, per le federazioni che avevano a disposizione più di due posti.
In Coppa Italia la Lazio fu eliminata in casa del Genoa nei sedicesimi di finale.

## Organigramma societario
Area direttiva
- Presidente: Erberto Vaselli

Area tecnica
- Allenatore: József Viola

## Rosa
| N. |                      | Ruolo | Calciatore         |
| -- | -------------------- | ----- | ------------------ |
|    | Italia (bandiera)    | P     | Giacomo Blason     |
|    | Italia (bandiera)    | P     | Pietro Brandani    |
|    | Italia (bandiera)    | P     | Vincenzo Provera   |
|    | Italia (bandiera)    | D     | Alfredo Monza      |
|    | Italia (bandiera)    | D     | Giordano Roggero   |
|    | Italia (bandiera)    | D     | Bruno Strappini    |
|    | Italia (bandiera)    | D     | Luigi Strobbe      |
|    | Brasile (bandiera)   | D     | Benedicto Zacconi  |
|    | Argentina (bandiera) | C     | José Agosto        |
|    | Italia (bandiera)    | C     | Giuseppe Baldo     |
|    | Italia (bandiera)    | C     | Bruno Camolese     |
|    | Italia (bandiera)    | C     | Alessandro Capponi |
|    | Italia (bandiera)    | C     | Armando Gasperotto |

| N. |                   | Ruolo | Calciatore        |
| -- | ----------------- | ----- | ----------------- |
|    | Italia (bandiera) | C     | Libero Marchini   |
|    | Italia (bandiera) | C     | Luigi Milano      |
|    | Italia (bandiera) | C     | Giancarlo Nale    |
|    | Italia (bandiera) | C     | Nando Paicci      |
|    | Italia (bandiera) | C     | Roberto Peticca   |
|    | Italia (bandiera) | C     | Giovanni Riccardi |
|    | Italia (bandiera) | C     | Luigi Uneddu      |
|    | Italia (bandiera) | C     | Giuseppe Viani    |
|    | Italia (bandiera) | A     | Umberto Busani    |
|    | Italia (bandiera) | A     | Giovanni Costa    |
|    | Italia (bandiera) | A     | Walter D'Odorico  |
|    | Italia (bandiera) | A     | Silvio Piola      |

## Calciomercato

### Sessione 1936
| Acquisti | Acquisti           | Acquisti     | Acquisti   |
| R.       | Nome               | da           | Modalità   |
| -------- | ------------------ | ------------ | ---------- |
| D        | Luigi Strobbe      | L.R. Vicenza | definitivo |
| C        | José Agosto        | Livorno      | definitivo |
| C        | Armando Gasperotto | Fano         | definitivo |
| C        | Luigi Milano       | Alessandria  | definitivo |
| A        | Umberto Busani     | Alessandria  | definitivo |
| A        | Giovanni Costa     | L.R. Vicenza | definitivo |
| A        | Giovanni Riccardi  | Alessandria  | definitivo |

| Cessioni | Cessioni                 | Cessioni          | Cessioni      |
| R.       | Nome                     | a                 | Modalità      |
| -------- | ------------------------ | ----------------- | ------------- |
| P        | Giovanni Zenaro          | Marzotto Valdagno | definitivo    |
| D        | Giordano Roggero         | Brescia           | definitivo    |
| C        | Aurelio Biassoni         | Atalanta          | fine prestito |
| C        | José Agosto              | Gimnasia (LP)     | definitivo    |
| C        | Attilio Ferraris IV      | Bari              | definitivo    |
| C        | Francesco Gabriotti      |                   | fine carriera |
| C        | Odoacre Pardini          |                   | fine carriera |
| C        | Egidio Turchi            | Ambrosiana-Inter  | definitivo    |
| A        | Antonio Bisigato         | Ambrosiana-Inter  | definitivo    |
| A        | Anfilogino Guarisi       | Corinthians       | definitivo    |
| A        | Virgilio Felice Levratto | Savona            | definitivo    |
| A        | Riccardo Okely III       |                   | fine carriera |
| A        | Umberto Visentin III     | Treviso           | definitivo    |

### Sessione giugno 1937
Comprende i calciatori acquistati a campionato terminato e impiegati nella Coppa dell'Europa Centrale.
| Acquisti | Acquisti         | Acquisti | Acquisti   |
| R.       | Nome             | da       | Modalità   |
| -------- | ---------------- | -------- | ---------- |
| P        | Vincenzo Provera | Palermo  | definitivo |
| C        | Libero Marchini  | Lucchese | definitivo |

| Cessioni | Cessioni | Cessioni | Cessioni |
| R.       | Nome     | a        | Modalità |
| -------- | -------- | -------- | -------- |

## Risultati

### Serie A

#### Girone di andata
| Arbitro: | Bertolio (Torino) |

|                          |           |  |
| Piola 55’, 72’ Costa 77’ | Marcatori |  |

| Arbitro: | Saracini (Ancona) |

|                                          |           |           |
| Gobbi 36’, 72’ Pantani 48’ Fasanelli 57’ | Marcatori | 89’ Piola |

| Arbitro: | Zelocchi (Modena) |

|                      |           |              |
| Busani 34’ Piola 50’ | Marcatori | 59’ Pasinati |

| Arbitro: | Barlassina (Novara) |

|                |           |              |
| Montesanto 72’ | Marcatori | 57’ Riccardi |

| Arbitro: | Galeati (Bologna) |

|                        |           |           |
| Riccardi 57’ Piola 60’ | Marcatori | 83’ Conti |

| Arbitro: | Scorzoni (Bologna) |

|                                     |           |           |
| Di Benedetti 30’, 89’ Serantoni 62’ | Marcatori | 9’ Busani |

| Arbitro: | Bevilacqua (Viareggio) |

|           |           |  |
| Piola 39’ | Marcatori |  |

| Arbitro: | Mastellari (Bologna) |

|                           |           |                                              |
| Rizzotti 55’ Versaldi 68’ | Marcatori | 8’ Costa 57’ Piola 64’ Camolese 72’ Riccardi |

| Arbitro: | Salvagno (Trieste) |

|           |           |  |
| Piola 10’ | Marcatori |  |

| Arbitro: | Bevilacqua (Viareggio) |

|                      |           |                          |
| Baldi III 12’ Bo 47’ | Marcatori | 39’ Busani 60’ D'Odorico |

| Arbitro: | Ciamberlini (Genova) |

|                              |           |                        |
| Bisigato 10’ Ferraris II 44’ | Marcatori | 54’ Camolese 70’ Piola |

| Arbitro: | Scotto (Savona) |

|                       |           |               |
| Costa 36’ Capponi 63’ | Marcatori | 51’ Michelini |

| Arbitro: | Scorzoni (Bologna) |

|                                          |           |  |
| Camolese 35’, 63’ Riccardi 36’ Piola 57’ | Marcatori |  |

| Arbitro: | Scarpi (Dolo) |

|                                    |           |                                    |
| Ferrara 37’ Rossetti 43’ Biagi 72’ | Marcatori | 4’, 17’, 36’, 69’ Busani 16’ Piola |

| Arbitro: | Bertolio (Torino) |

|                                   |           |           |
| Baldo 53’ D'Odorico 54’ Viani 72’ | Marcatori | 18’ Violi |

#### Girone di ritorno
| Arbitro: | Mattea (Torino) |

|                                      |           |                             |
| Capra 13’, 82’ Moretti 14’, 54’, 87’ | Marcatori | 9’, 79’ Piola 20’ D'Odorico |

| Arbitro: | Gonani (Ravenna) |

|                      |           |                |
| Busani 39’ Piola 50’ | Marcatori | 88’ Arcari III |

| Arbitro: | Bertolio (Torino) |

|          |           |  |
| Mian 71’ | Marcatori |  |

| Roma 7 febbraio 1937 19ª giornata | Lazio               | 0 – 0 referto | Bologna | Stadio del PNF\| Arbitro: \| Barlassina (Novara) \| |
| Arbitro:                          | Barlassina (Novara) |               |         |                                                     |

| Arbitro: | Ciamberlini (Genova) |

|                                               |           |            |
| Borsetti 21’, 34’ Conti 37’ Viani II 66’, 76’ | Marcatori | 54’ Busani |

| Arbitro: | Scarpi (Dolo) |

|  |           |             |
|  | Marcatori | 74’ Mazzoni |

| Arbitro: | Scorzoni (Bologna) |

|                                                                             |           |            |
| Menti I 19’ Cason 26’ Borel II 41’ Monti 65’ Gabetto 67’ Strobbe 77’ (aut.) | Marcatori | 53’ Busani |

| Arbitro: | Zelocchi (Modena) |

|           |           |  |
| Piola 21’ | Marcatori |  |

| Arbitro: | Turbiani (Ferrara) |

|  |           |                      |
|  | Marcatori | 71’ Busani 74’ Costa |

| Roma 28 marzo 1937 25ª giornata | Lazio           | 0 – 0 referto | Torino | Stadio del PNF\| Arbitro: \| Scotto (Savona) \| |
| Arbitro:                        | Scotto (Savona) |               |        |                                                 |

| Arbitro: | Scorzoni (Bologna) |

|                      |           |  |
| Buonocore 46’ (aut.) | Marcatori |  |

| Arbitro: | Caironi (Milano) |

|               |           |  |
| Michelini 59’ | Marcatori |  |

| Arbitro: | Bevilacqua (Viareggio) |

|            |           |                                     |
| Vecchi 62’ | Marcatori | 11’, 57’, 78’ Piola 20’, 25’ Busani |

| Arbitro: | Scotto (Savona) |

|                                  |           |  |
| Piola 52’, 79’, 82’ Riccardi 87’ | Marcatori |  |

| Arbitro: | Barlassina (Novara) |

|  |           |                         |
|  | Marcatori | 21’ Busani 32’ Camolese |

### Coppa Italia

#### Fase finale
| Arbitro: | Barlassina (Novara) |

|                                          |           |  |
| Pantani 14’, 79’ Perazzolo 21’, 84’, 85’ | Marcatori |  |

### Coppa dell'Europa Centrale
| Arbitro: | Krist |

|          |           |           |
| Cseh 68’ | Marcatori | 59’ Piola |

| Arbitro: | Wüthrich |

|                         |           |               |
| Piola 1’, 39’ Costa 49’ | Marcatori | 58’, 70’ Cseh |

| Arbitro: | Mienz |

|                                                  |           |            |
| Busani 14’, 75’ Marchini 31’ Piola 34’, 77’, 84’ | Marcatori | 5’ Fauguel |

| Arbitro: | Hertzka |

|                          |           |                    |
| Krismer 35’ Bickel , 77’ | Marcatori | 26’ Marchini Piola |

| 1937 Semifinale |  | – Lazio vincente a tavolino della semifinale. |  |  |

| Arbitro: | Krist |

|                                              |           |                      |
| Toldi 20’ Sárosi 53’, 59’ (rig.), 72’ (rig.) | Marcatori | 26’ Busani 63’ Piola |

| Arbitro: | Wüthrich |

|                                      |           |                                               |
| Costa 4’ Piola 18’ (23) Camolese 35’ | Marcatori | 5’ (rig.), 8’, 80’ Sárosi 37’ Toldi 71’ Lázár |

## Statistiche

### Statistiche di squadra
| Competizione               | Punti | In casa | In casa | In casa | In casa | In casa | In casa | In trasferta | In trasferta | In trasferta | In trasferta | In trasferta | In trasferta | Totale | Totale | Totale | Totale | Totale | Totale | DR  |
| Competizione               | Punti | G       | V       | N       | P       | Gf      | Gs      | G            | V            | N            | P            | Gf           | Gs           | G      | V      | N      | P      | Gf     | Gs     | DR  |
| -------------------------- | ----- | ------- | ------- | ------- | ------- | ------- | ------- | ------------ | ------------ | ------------ | ------------ | ------------ | ------------ | ------ | ------ | ------ | ------ | ------ | ------ | --- |
| Serie A                    | 39    | 15      | 12      | 2       | 1       | 26      | 6       | 15           | 5            | 3            | 7            | 30           | 36           | 30     | 17     | 5      | 8      | 56     | 42     | +14 |
| Coppa Italia               |       | 0       | 0       | 0       | 0       | 0       | 0       | 1            | 0            | 0            | 1            | 0            | 5            | 1      | 0      | 0      | 1      | 0      | 5      | -5  |
| Coppa dell'Europa Centrale |       | 3       | 2       | 0       | 1       | 13      | 8       | 3            | 0            | 1            | 2            | 5            | 8            | 6      | 2      | 1      | 3      | 18     | 16     | +2  |
| Totale                     |       | 18      | 14      | 2       | 2       | 39      | 14      | 19           | 5            | 4            | 10           | 35           | 49           | 37     | 19     | 6      | 12     | 74     | 63     | +11 |

### Statistiche dei giocatori
Nel conteggio delle reti realizzate si aggiunga una autorete a favore.
| Giocatore     | Serie A  | Serie A | Coppa Italia | Coppa Italia | Coppa Europa Centrale | Coppa Europa Centrale | Totale   | Totale |
| Giocatore     | Presenze | Reti    | Presenze     | Reti         | Presenze              | Reti                  | Presenze | Reti   |
| ------------- | -------- | ------- | ------------ | ------------ | --------------------- | --------------------- | -------- | ------ |
| J. Agosto     | -        | -       | -            | -            | -                     | -                     | -        | -      |
| G. Baldo      | 30       | 1       | 1            | 0            | 6                     | -                     | 37       | 1      |
| G. Blason     | 28       | -35     | 1            | -5           | 5                     | -11                   | 34       | -51    |
| P. Brandani   | 2        | -7      | -            | -            | -                     | -                     | 2        | -7     |
| U. Busani     | 29       | 15      | 1            | 0            | 6                     | 3                     | 36       | 18     |
| B. Camolese   | 30       | 4       | -            | -            | 5                     | 1                     | 35       | 5      |
| A. Capponi    | 2        | 1       | 1            | 0            | -                     | -                     | 3        | 1      |
| G. Costa      | 22       | 4       | 1            | 0            | 6                     | 2                     | 29       | 6      |
| W. D'Odorico  | 11       | 3       | -            | -            | -                     | -                     | 11       | 3      |
| A. Gasperotto | -        | -       | -            | -            | -                     | -                     | -        | -      |
| L. Marchini   | -        | -       | -            | -            | 6                     | 2                     | 6        | 2      |
| L. Milano     | 29       | 0       | -            | -            | 6                     | 0                     | 35       | 0      |
| A. Monza      | 30       | 0       | -            | -            | 6                     | 0                     | 36       | 0      |
| G. Nale       | -        | -       | -            | -            | -                     | -                     | -        | -      |
| N. Paicci     | 1        | 0       | -            | -            | -                     | -                     | 1        | 0      |
| R. Peticca    | 1        | 0       | 1            | 0            | -                     | -                     | 2        | 0      |
| S. Piola      | 28       | 21      | 1            | 0            | 6                     | 10                    | 35       | 31     |
| V. Provera    | -        | -       | -            | -            | 1                     | -5                    | 1        | -5     |
| G. Roggero    | -        | -       | -            | -            | -                     | -                     | -        | -      |
| G. Riccardi   | 26       | 5       | -            | -            | 1                     | 0                     | 27       | 5      |
| B. Strappini  | -        | -       | 1            | 0            | -                     | -                     | 1        | 0      |
| L. Strobbe    | 1        | 0       | 1            | 0            | -                     | -                     | 2        | 0      |
| L. Uneddu     | 3        | 0       | 1            | 0            | -                     | -                     | 4        | 0      |
| G. Viani      | 27       | 1       | 1            | 0            | 6                     | 0                     | 34       | 1      |
| B. Zacconi    | 30       | 0       | -            | -            | 6                     | 0                     | 36       | 0      |